# 天元区
天元区是湖南省株洲市下辖的市辖区，1997年5月31日成立，地处株洲市城区西南部，北部、东南部湘江环绕；西与湘潭县接壤，东、南和北面隔湘江与芦淞区、石峰区相望。区域总面积为327.6平方公里，天元区在行政体制上和株洲国家高新技术产业开发区合署办公。區人民政府駐株洲大道北1號。

## 历史沿革
天元区于1997年5月31日成立。辖原株洲县的群丰镇、马家河乡和原郊区的园艺场；同年7月株洲市辖区内区划调整，天元区东、北以湘江为界，南以群丰镇与雷打石镇界线为界，西以与湘潭市界线为界。
- 2000年经株洲市政府批准，原天元区和株洲国家高新技术产业开发区实行职能归并、效能整合而成立的新城区；
- 2005年4月27日，马家河镇的凿石、南塘、王家坪、栗雨4个建制村和王家坪社区划入泰山路街道办事处；
- 2005年，增设1个街道，调整1个镇、1个街道辖域：增设栗雨街道办事处；调整马家河镇、泰山路街道办事处的部分行政区域。

## 行政区划
天元区下辖4个街道办事处、3个镇：
嵩山路街道、泰山路街道、栗雨街道、马家河街道、群丰镇、雷打石镇和三门镇。

## 人口
根據第七次人口普查數據，截至2020年11月1日零時，天元區常住人口478309人。
2010年末，全区总人口24.6万人。

## 经济
2005年，国内生产总值313310万元，其中第一产业增加值18127万元，第二产业增加值136956元，第三产业增加值158227万元。

## 交通
- 京广高速铁路：株洲西站